# Bellot (Seine-et-Marne)
Pour les articles homonymes, voir Bellot.
Bellot est une commune française du département de Seine-et-Marne en région Île-de-France.

## Géographie

### Localisation

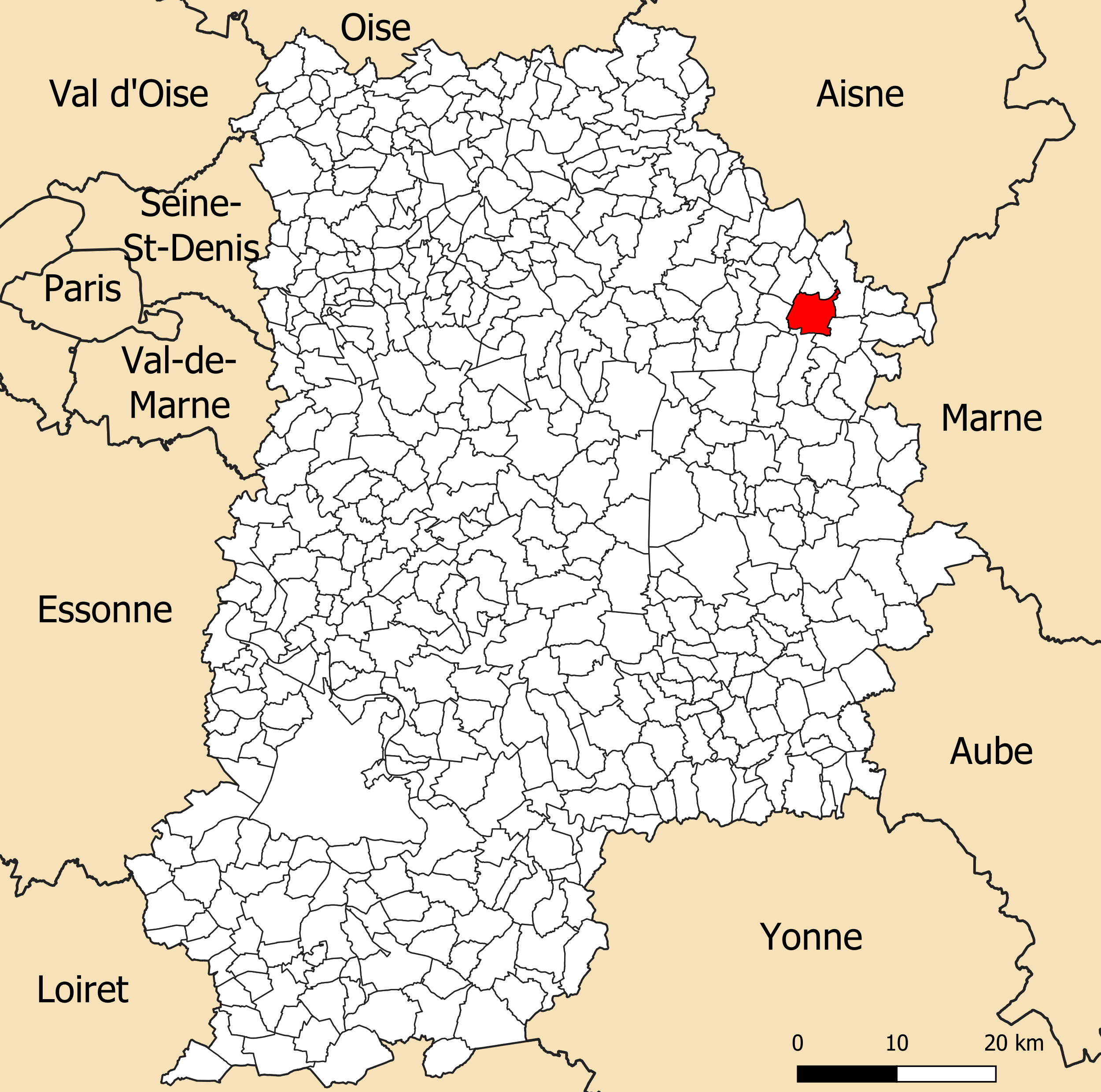
Localisation de la commune de Bellot dans le département de Seine-et-Marne.

La commune de Bellot est située dans la vallée du Petit Morin et est située à environ 19 kilomètres au nord-est de Coulommiers.
Elle se trouve dans l'aire d'attraction de Paris, dans la zone d'emploi de Coulommiers et dans le bassin de vie de La Ferté-Gaucher.

### Communes limitrophes
Les communes limitrophes sont La Ferté-Gaucher, Sablonnières, Saint-Barthélemy, Saint-Léger, Verdelot et Villeneuve-sur-Bellot.
Les communes limitrophes proches de Bellot incluent Villeneuve-sur-Bellot, dont le bourg est à 1,89 km, Sablonnières à 2,63 km, Saint-Léger à 3,18 km, Verdelot à 4,11 km, Saint-Barthélemy à 5,4 km et La Ferté-Gaucher à 8,4 km.
| Sablonnières | Villeneuve-sur-Bellot | Verdelot         |
| Saint-Léger  | Bellot                |                  |
|              | La Ferté-Gaucher      | Saint-Barthélemy |

### Géologie et relief
La superficie de la commune est de 16,36 km2 ; son altitude varie de 83  à   204 mètres.
Le centre du bourg se situant à environ 87 mètres d'altitude (mairie).

### Hydrographie

#### Réseau hydrographique

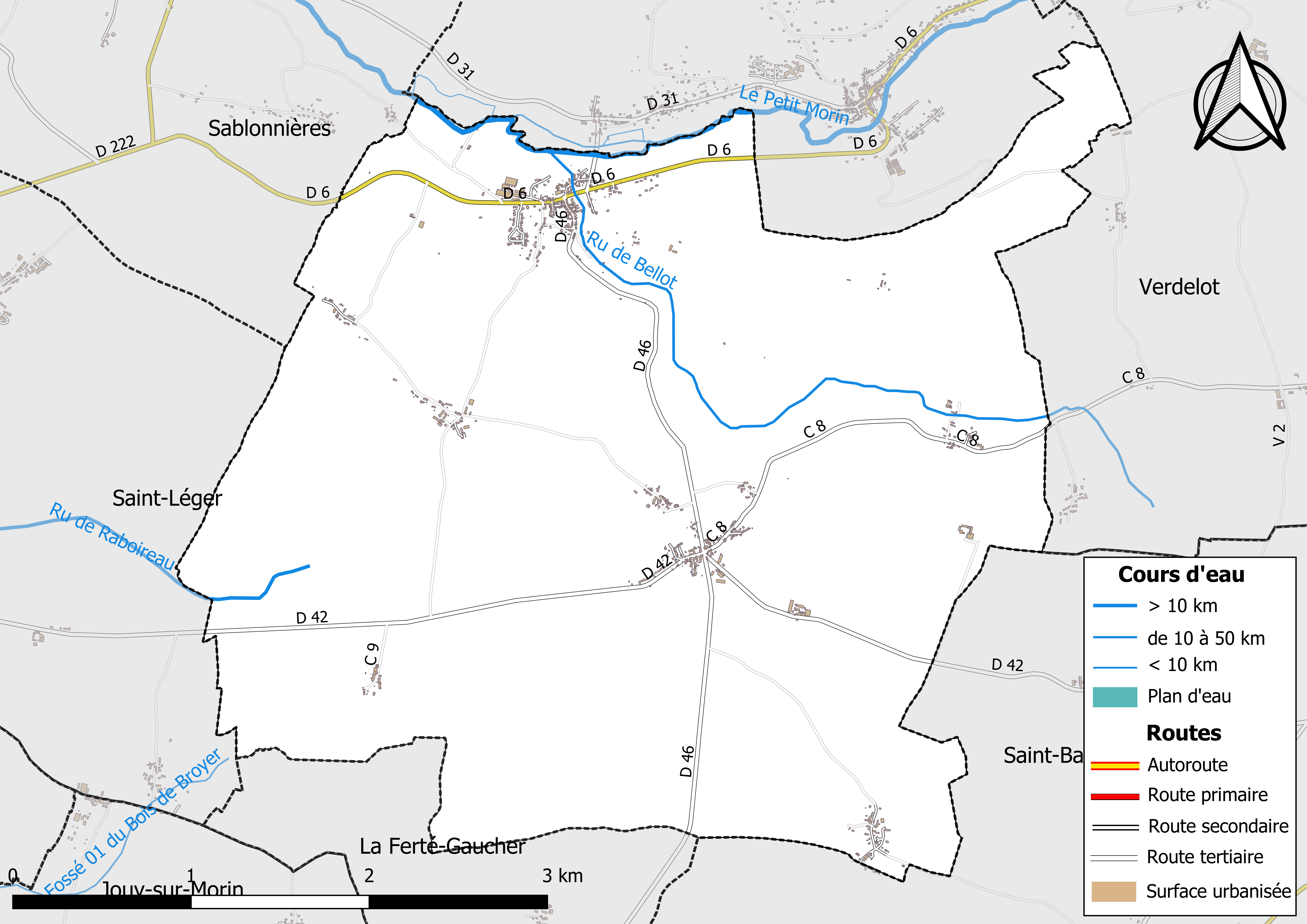
Carte des réseaux hydrographique et routier de Bellot.

Le réseau hydrographique de la commune se compose de trois cours d'eau référencés :
- la rivière le Petit Morin, long de 86,33 km[3], affluent de la Marne en rive gauche
- le ru de Bellot ou ru de ville, 5,01 km[4], affluent du Petit Morin
- le ru de Raboireau, long de 12,48 km[5], affluent du Grand Morin.

La longueur totale des cours d'eau sur la commune est de 5,77 km.

#### Gestion des cours d'eau
Afin d’atteindre le bon état des eaux imposé par la Directive-cadre sur l'eau du 23 octobre 2000, plusieurs outils de gestion intégrée s’articulent à différentes échelles : le SDAGE, à l’échelle du bassin hydrographique, et le SAGE, à l’échelle locale. Ce dernier fixe les objectifs généraux d’utilisation, de mise en valeur et de protection quantitative et qualitative des ressources en eau superficielle et souterraine. Le département de Seine-et-Marne est couvert par six SAGE, au sein du bassin Seine-Normandie.
La commune fait partie du SAGE « Petit et Grand Morin », approuvé le 21 octobre 2016. Le territoire de ce SAGE comprend les bassins du Petit Morin (630 km2) et du Grand Morin (1 185 km2). Le pilotage et l’animation du SAGE sont assurés par le syndicat Mixte d'Aménagement et de Gestion des Eaux (SMAGE) des 2 Morin, qualifié de « structure porteuse ».

### Climat
Pour des articles plus généraux, voir Climat de l'Île-de-France et Climat de Seine-et-Marne.
En 2010, le climat de la commune est de type climat océanique dégradé des plaines du Centre et du Nord, selon une étude du CNRS s'appuyant sur une série de données couvrant la période 1971-2000. En 2020, Météo-France publie une typologie des climats de la France métropolitaine dans laquelle la commune est exposée à un climat océanique altéré et est dans la région climatique Nord-est du bassin Parisien, caractérisée par un ensoleillement médiocre, une pluviométrie moyenne régulièrement répartie au cours de l’année et un hiver froid (3 °C).
Pour la période 1971-2000, la température annuelle moyenne est de 10,7 °C, avec une amplitude thermique annuelle de 14,5 °C. Le cumul annuel moyen de précipitations est de 755 mm, avec 11,8 jours de précipitations en janvier et 8,3 jours en juillet. Pour la période 1991-2020, la température moyenne annuelle observée sur la station météorologique la plus proche, située sur la commune de Saint-Cyr-sur-Morin à 11 km à vol d'oiseau, est de 11,2 °C et le cumul annuel moyen de précipitations est de 814,8 mm,. Pour l'avenir, les paramètres climatiques de la commune estimés pour 2050 selon différents scénarios d'émission de gaz à effet de serre sont consultables sur un site dédié publié par Météo-France en novembre 2022.

### Milieux naturels et biodiversité

#### Réseau Natura 2000

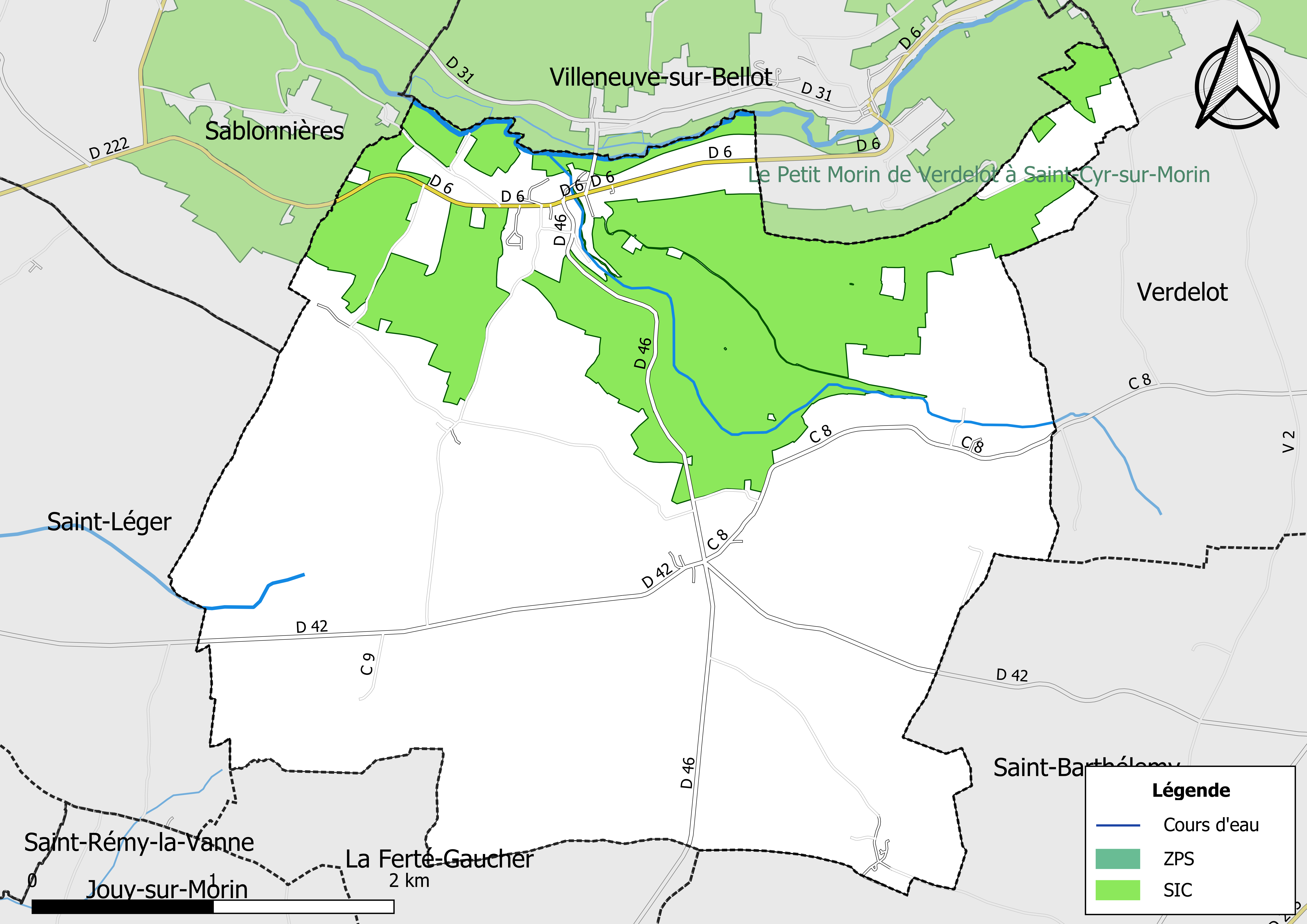
Sites Natura 2000 sur le territoire communal.

Le réseau Natura 2000 est un réseau écologique européen de sites naturels d’intérêt écologique élaboré à partir des Directives « Habitats » et « Oiseaux ». Ce réseau est constitué de Zones spéciales de conservation (ZSC) et de Zones de protection spéciale (ZPS). Dans les zones de ce réseau, les États Membres s'engagent à maintenir dans un état de conservation favorable les types d'habitats et d'espèces concernés, par le biais de mesures réglementaires, administratives ou contractuelles.
Un site Natura 2000 a été défini sur la commune au titre de la « directive Habitats » : 
- le « Petit Morin de Verdelot à Saint-Cyr-sur-Morin », d'une superficie de 3 589 ha, un site qui accueille la plus importante population d’Île-de-France de cuivré des marais (Lycaena dispar) et la deuxième plus importante population d’Île-de-France de sonneur à ventre jaune (Bombina variegata)[18],[19] ;

#### Zones naturelles d'intérêt écologique, faunistique et floristique
L’inventaire des zones naturelles d'intérêt écologique, faunistique et floristique (ZNIEFF) a pour objectif de réaliser une couverture des zones les plus intéressantes sur le plan écologique, essentiellement dans la perspective d’améliorer la connaissance du patrimoine naturel national et de fournir aux différents décideurs un outil d’aide à la prise en compte de l’environnement dans l’aménagement du territoire.
Le territoire communal de Bellot comprend deux ZNIEFF de type 1,, 
« Le Petit Morin » (30,09 ha), couvrant 10 communes du département ;
et le « Le Ru de Bellot » (49,57 ha)
et un ZNIEFF de type 2,, 
la « vallée du Petit Morin de Verdelot à la Ferte Sous-Jouarre » (4 988,89 ha), couvrant 15 communes du département.

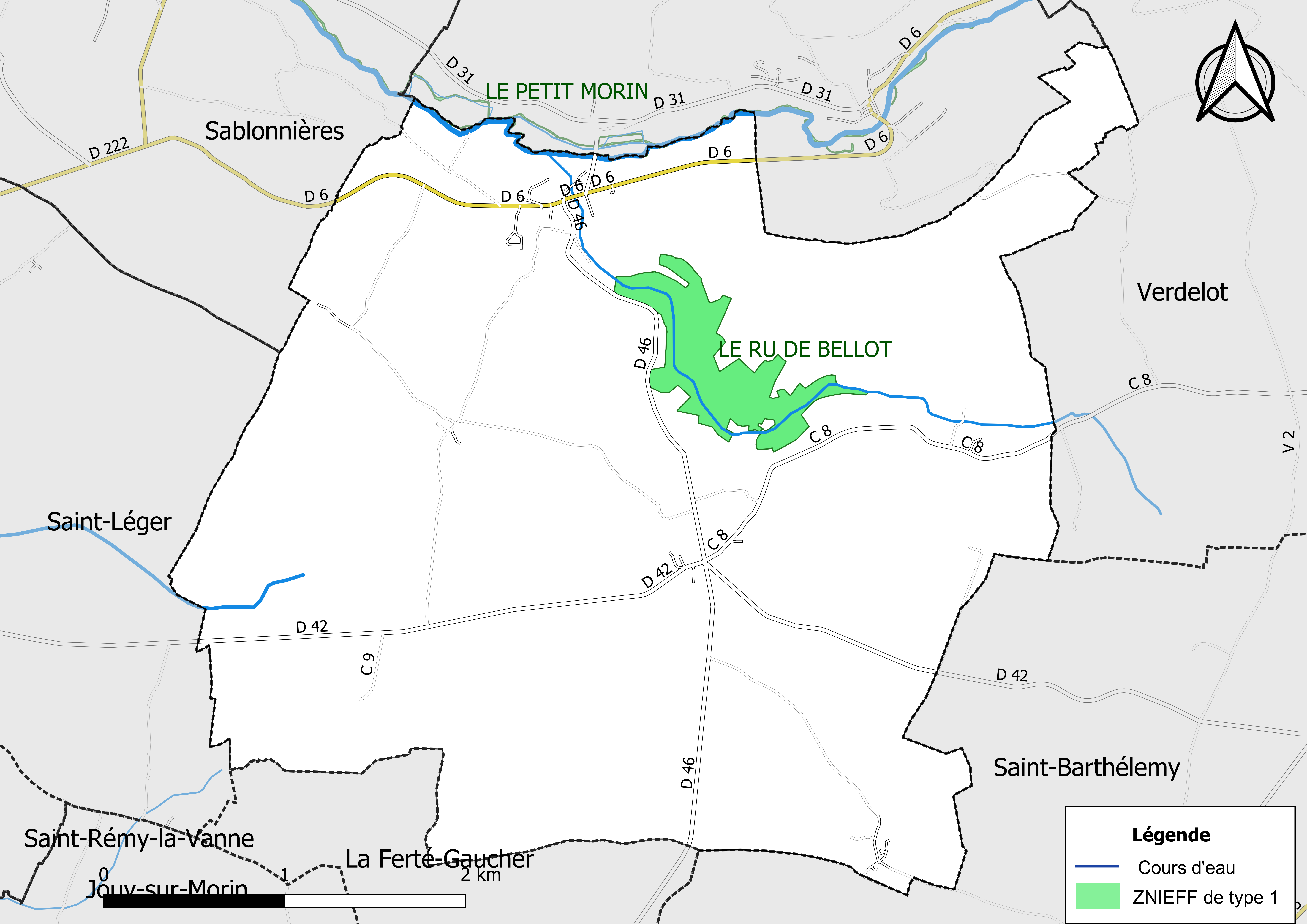
Carte des ZNIEFF de type 1 de la commune.
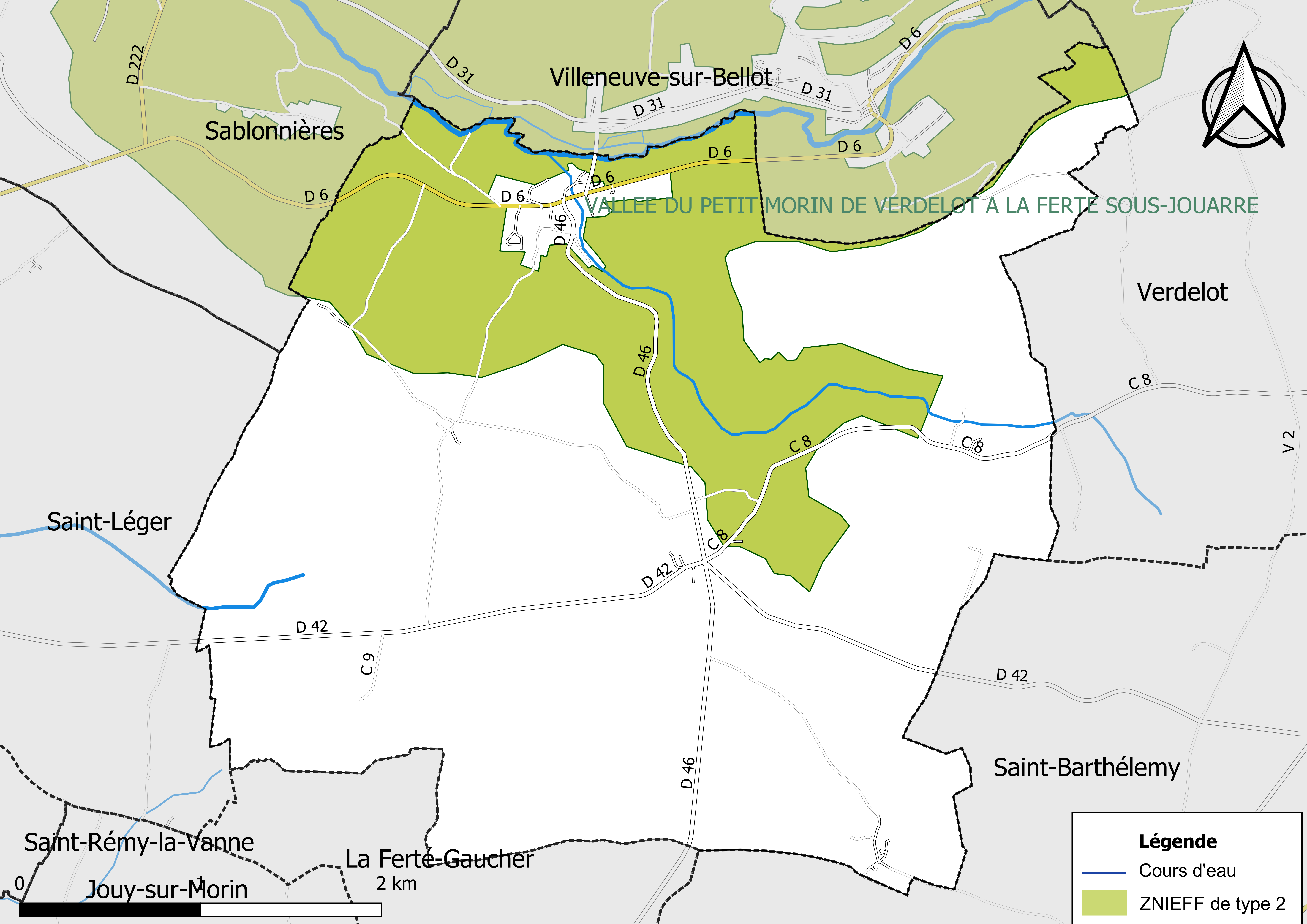
Carte des ZNIEFF de type 2 de la commune.

## Urbanisme

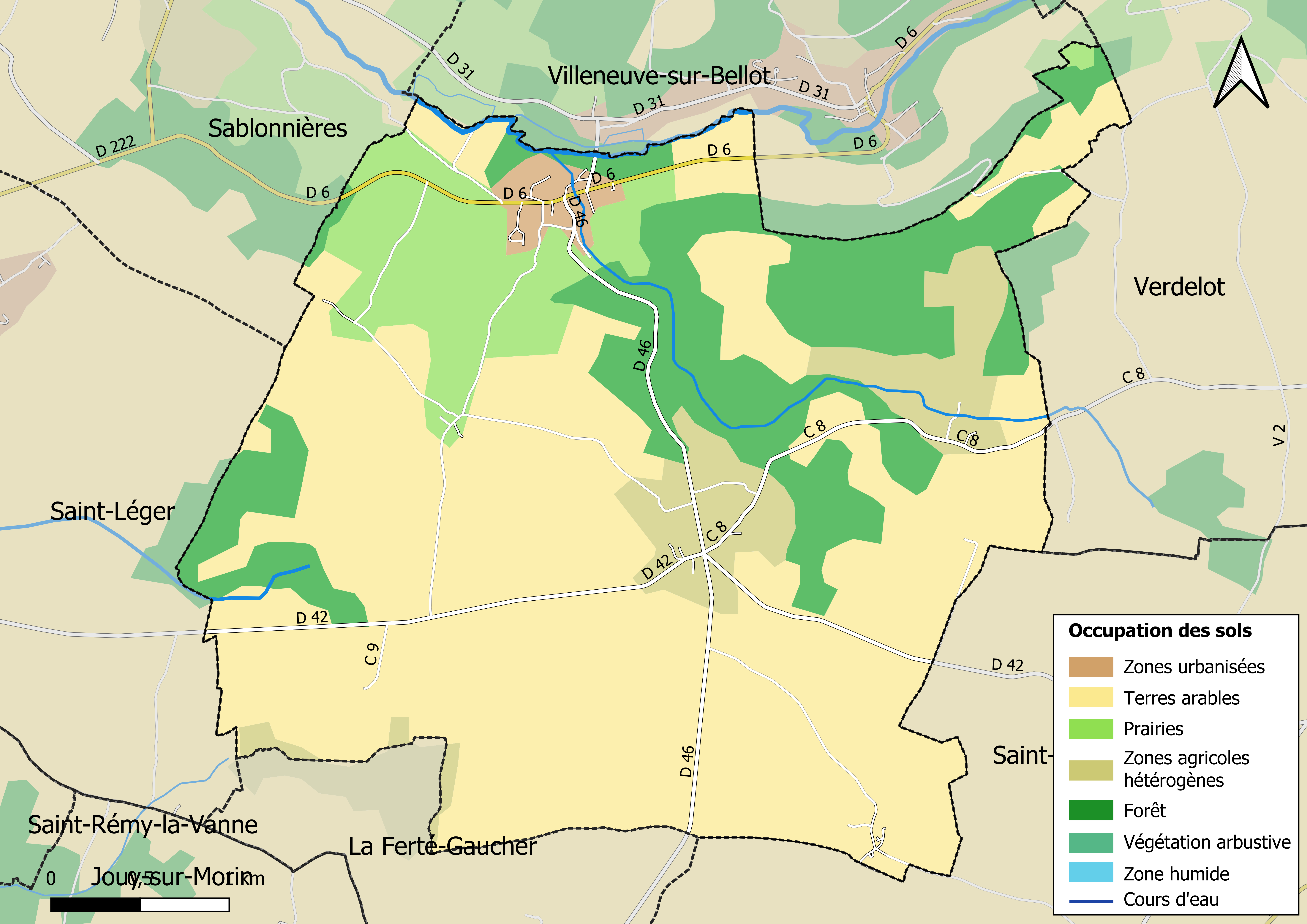
Carte des infrastructures et de l'occupation des sols en 2018 (CLC) de la commune.

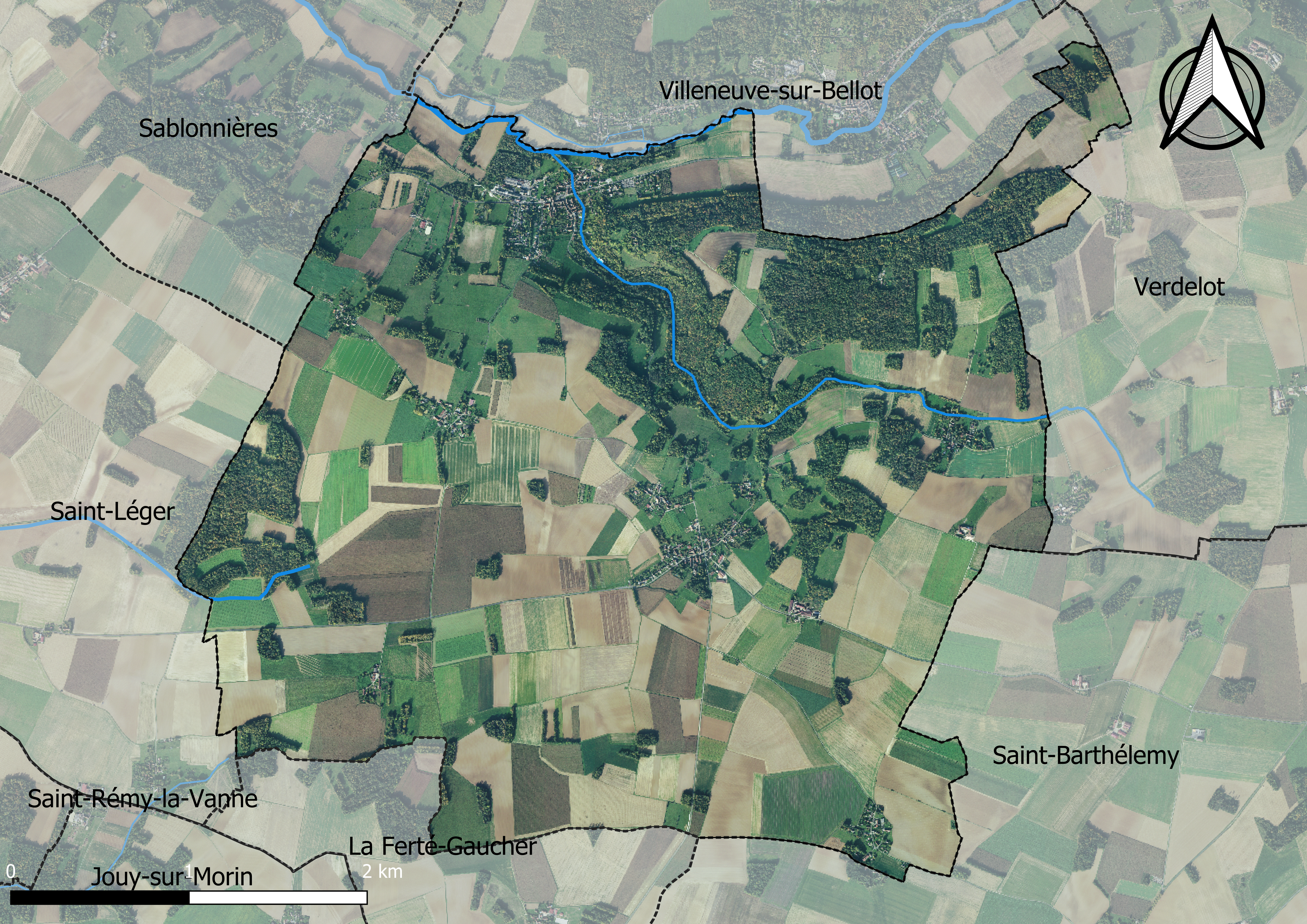
Carte orhophotogrammétrique de la commune.

### Typologie
Au 1er janvier 2024, Bellot est catégorisée bourg rural, selon la nouvelle grille communale de densité à sept niveaux définie par l'Insee en 2022.
Elle est située hors unité urbaine. Par ailleurs la commune fait partie de l'aire d'attraction de Paris, dont elle est une commune de la couronne,. Cette aire regroupe 1 929 communes,.

### Occupation des sols
L'occupation des sols de la commune, telle qu'elle ressort de la base de données européenne d’occupation biophysique des sols Corine Land Cover (CLC), est marquée par l'importance des territoires agricoles (78,9 % en 2018), une proportion identique à celle de 1990 (78,9 %). La répartition détaillée en 2018 est la suivante : 
terres arables (61,2% ), forêts (19,5% ), prairies (9,5% ), zones agricoles hétérogènes (8,2% ), zones urbanisées (1,6 %).
Parallèlement, L'Institut Paris Région, agence d'urbanisme de la région Île-de-France, a mis en place un inventaire numérique de l'occupation du sol de l'Île-de-France, dénommé le MOS (Mode d'occupation du sol), actualisé régulièrement depuis sa première édition en 1982. Réalisé à partir de photos aériennes, le Mos distingue les espaces naturels, agricoles et forestiers mais aussi les espaces urbains (habitat, infrastructures, équipements, activités économiques, etc.) selon une classification pouvant aller jusqu'à 81 postes, différente de celle de Corine Land Cover,,. L'Institut met également à disposition des outils permettant de visualiser par photo aérienne l'évolution de l'occupation des sols de la commune entre 1949 et 2018.

### Lieux-dits et écarts
La commune compte 284 lieux-dits administratifs répertoriés consultables ici (source : le fichier Fantoir) dont Launoy Brûlé, le Grand Doucy, les Crochots, Champmartin.

### Habitat et logement
En 2021, le nombre total de logements dans la commune était de 384, alors qu'il était de 376 en 2016 et de 377 en 2011.
Parmi ces logements, 77,9 % étaient des résidences principales, 11,8 % des résidences secondaires et 10,2 % des logements vacants. Ces logements étaient pour 92,6 % d'entre eux des maisons individuelles et pour 7,1 % des appartements.
Le tableau ci-dessous présente la typologie des logements à Bellot en 2021 en comparaison avec celle de Seine-et-Marne et de la France entière. Une caractéristique marquante du parc de logements est ainsi une proportion de résidences secondaires et logements occasionnels (11,8 %) supérieure à celle du département (3,1 %) et à celle de la France entière (9,7 %).
| Typologie                                               | Bellot | Seine-et-Marne | France entière |
| ------------------------------------------------------- | ------ | -------------- | -------------- |
| Résidences principales (en %)                           | 77,9   | 90,2           | 82,2           |
| Résidences secondaires et logements occasionnels (en %) | 11,8   | 3,1            | 9,7            |
| Logements vacants (en %)                                | 10,2   | 6,7            | 8,1            |

### Planification de l'aménagement
La commune, en 2019, avait engagé l'élaboration d'un plan local d'urbanisme.

### Risques naturels et technologiques
La commune est classée en zone de sismicité 1, correspondant à une sismicité très faible.
La commune a subi d'importantes inondations après un orage le 2 août 2024.

## Toponymie
Le nom de la localité est mentionné sous les formes Belo en 1112 (Du Plessis, II, p. 21.) ; Ecclesia de Beloy en 1145 (Cartulaire de Molesme, II, p. 357.) ; Bello en 1325 (Auguste Longnon, II, 260.) ; Bellot en Brie en 1549 (Archives nationales, Y 95, fol. 60.). Au cours de la Révolution française, la commune porte le nom de Bellot-la-Montagne.
Il s'agit d'une formation toponymique gallo-romane ou médiévale, dont l'élément Bel- représente peut-être une variante du bas latin betullus, qui a abouti à l'ancien français boul « bouleau ». Ce terme est issu du latin vulgaire betullus (latin classique betulla) d'origine gauloise. La forme de 1145 semble indiquer que la terminaison -ot représente en fait le suffixe -ETU désignant, entre autres, un ensemble d'arbres appartenant à la même espèce (cf. -ETA > -aie : chênaie, hêtraie, etc.). D'où le sens global de « lieux plantés de bouleaux ».
Remarque : il n'est cependant pas certain que Bel- représente effectivement cet élément, il peut s'agir également d'un ancien Berl- désignant précisément la berle, d'où Berlei, Berloi comme Bellay (Maine-et-Loire, Berlai XVe siècle)

## Histoire

### Moyen Âge
L’histoire écrite de Bellot commence au début du XIIe siècle, sous le règne de Louis VI le Gros. En 1112, l’évêque de Meaux, Manassès 1er, donne aux religieux de Molesmes le produit de la dime de Bellot mais laisse sa part au curé du lieu.
En 1172, les actes de Champagne mentionnent un certain Roger de Bellou, qui semble être le seigneur du lieu. Bellot dépend alors de la seigneurie de La Ferté-Gaucher, qui fait partie du Comté de Campagne et de Brie.

### Temps modernes
En 1509, la comtesse de Vendôme, dame de la Ferté-Aucol (qui deviendra plus tard la Ferté-sous-Jouarre), Chamigny et Bellot, assiste par procuration à la coutume de Meaux.
En 1620, le seigneur de Bellot est Louis de Clèdre, cavalier et conseiller du roi. En 1698, sans doute via son épouse Louise le Maistre, le fief de Bellot passe sous l’autorité de Gilles Le Maistre. En 1732, Gilles Le Maistre vend sa seigneurie de Bellot à René de Maupéou (seigneur de Sablonnières). Sa famille conservera Bellot jusqu’à la révolution. À noter que la terre de Culoison (l’un des hameaux actuels de Bellot) constitue un fief indépendant, propriété de deux seigneurs en 1676 (Pierre du Gourdel et Charles du Buisson). Par son union avec Catherine du Gourdel, Jean-Baptiste du Buisson devient seul seigneur de Culoison en 1705. La seigneurie passe en 1724 à Messire de l’Épine, écuyer gendarme de la garde du Roi.
Jusqu’à la révolution, l’influence et l’utilité de l’Église sont considérables. En vertu de l’Ordonnance de Villers-Cotterêts (1539), elle tient les registres d’état civil en français, dispense l’éducation et perçoit tout ou partie de la dîme. (voir l’Église et la vie paroissiale).

### Révolution française et Empire
La Révolution française abolit les privilèges et les droits féodaux. La dénomination du département de « Seine-et-Marne » est préférée à celle de « Brie-Et-Gâtinais » (trop proche du passé féodal). En concurrence avec Rozay-En-Brie, Melun en devient le chef-lieu par une courte majorité de 8 voix sur 475 votants[réf. nécessaire].

### Époque contemporaine
Au début du XXe siècle, la commune est propsère grâce à la cidrerie Mignard, fondée en 1910 et qui pouvait produire annuellement 30 millions de bouteilles jusqu’à sa fermeture en 1995, à ses vanniers (environ 90 recensés en 1927 et 1931). Elle est la première commune de l'ancien canton de Rebais à disposer d'une piscine (1943), d'une salle polyvalente, d'une école maternelle ou du premier club de tennis

## Politique et administration

### Rattachements administratifs et électoraux

#### Rattachements administratifs
La commune se trouve depuis 1926 dans l'arrondissement de Meaux du département de la Seine-et-Marne.
Elle faisait partie depuis 1793 du canton de Rebais. Dans le cadre du redécoupage cantonal de 2014 en France, cette circonscription administrative territoriale a disparu, et le canton n'est plus qu'une circonscription électorale.

#### Rattachements électoraux
Pour les élections départementales, la commune fait partie depuis 2014 du canton de Coulommiers.
Pour l'élection des députés, elle fait partie de la quatrième circonscription de Seine-et-Marne.

### Intercommunalité
Bellot était le siège de la communauté de communes de la Brie des Morin, un établissement public de coopération intercommunale (EPCI) à fiscalité propre créé en 2010 et auquel la commune avait transféré un certain nombre de ses compétences, dans les conditions déterminées par le code général des collectivités territoriales.
Dans le cadre des dispositions de la loi portant nouvelle organisation territoriale de la République du 7 août 2015, qui prévoit que les établissements publics de coopération intercommunale (EPCI) à fiscalité propre doivent avoir un minimum de 15 000 habitants, cette intercommunalité a fusionné avec la communauté de communes du Cœur de la Brie pour former, le 1er janvier 2017, la communauté de communes des Deux Morin, dont est désormais membre la commune.

### Liste des maires
| Période        | Période      | Identité                            | Étiquette | Qualité |
| -------------- | ------------ | ----------------------------------- | --------- | --- |
| 1791           | 1795         | Jacques Potel                       |           | |
| 1795           | 1797         | Antoine Garnier                     |           | |
| 1797           | 1798         | Pierre-François Brodard             |           | |
| 1798           | 1803         | Jacques Potel                       |           | |
| 1803           | 1812         | Louis-François Bonnaventure Legouge |           | |
| 1812           | 1815         | Brodard                             |           | |
| 1815           | 1859         | Jacques Potel                       |           | |
| 1859           | 1883         | Louis-Frédéric Sucet                |           | |
| 1883           | 1888         | Jean-Baptiste Fagot                 |           | |
| 1888           | 1896         | Louis Heuretevin                    |           | |
| 1896           | 1900         | Joseph Plier                        |           | |
| 1900           | 1919         | Étienne Brodard                     |           | |
| 1919           | 1922         | Aimable Cloud                       |           | |
| 1922           | 1929         | Georges Guillou                     |           | |
| 1929           | 1942         | Pierre Brodard                      |           | |
| 1942           | 1947         | Georges Griffaut                    |           | |
| 1947           | 1973         | Jean Brodard                        |           | Mort en fonction |
| 1973           | 1977         | André Pavois                        |           | |
| 1977           | 2008         | Serge Mignard                       |           | Chef d'entreprise (Cidrerie Mignard) |
| 2008           | 2014         | Jean Gallois                        |           | |
| 2014           | juillet 2020 | François Housseau                   |           | Salarié agricole |
| juillet 2020   | mai 2025     | Frédéric Morel                      |           | Technicien. Démissionnaire, ainsi que l'ensemble du conseil municipal Après la démission du maire Frédéric Morel ainsi que de l'ensemble du conseil municipal, une délégation spéciale a été mise en place par la préfecture pour gérer provisoirement la commune dans l'attente des élections municipales dont le premier tour s'est tenu le 29 juin 2025 |
| 4 juillet 2025 | En cours     | Christine Reignoux                  |           | |

## Équipements et services publics

### Eau et assainissement
L’organisation de la distribution de l’eau potable, de la collecte et du traitement des eaux usées et pluviales relève des communes. La loi NOTRe de 2015 a accru le rôle des EPCI à fiscalité propre en leur transférant cette compétence. Ce transfert devait en principe être effectif au 1er janvier 2020, mais la loi Ferrand-Fesneau du 3 août 2018 a introduit la possibilité d’un report de ce transfert au 1er janvier 2026,.

#### Assainissement des eaux usées
En 2020, la gestion du service d'assainissement collectif de la commune de Bellot est assurée par la communauté de communes des Deux Morin pour la collecte, le transport et la dépollution,,.
L’assainissement non collectif (ANC) désigne les installations individuelles de traitement des eaux domestiques qui ne sont pas desservies par un réseau public de collecte des eaux usées et qui doivent en conséquence traiter elles-mêmes leurs eaux usées avant de les rejeter dans le milieu naturel. Le Syndicat mixte d'assainissement du Nord-Est  (SIANE) assure pour le compte de la commune le service public d'assainissement non collectif (SPANC), qui a pour mission de vérifier la bonne exécution des travaux de réalisation et de réhabilitation, ainsi que le bon fonctionnement et l’entretien des installations,.

#### Eau potable
En 2020, l'alimentation en eau potable est assurée par le syndicat de l'Eau de l'Est seine-et-marnais (S2E77) qui gère le service en régie,,.

## Population et société

### Démographie
L'évolution du nombre d'habitants est connue à travers les recensements de la population effectués dans la commune depuis 1793. Pour les communes de moins de 10 000 habitants, une enquête de recensement portant sur toute la population est réalisée tous les cinq ans, les populations de référence des années intermédiaires étant quant à elles estimées par interpolation ou extrapolation. Pour la commune, le premier recensement exhaustif entrant dans le cadre du nouveau dispositif a été réalisé en 2008.

En 2022, la commune comptait 776 habitants, en évolution de −0,51 % par rapport à 2016 (Seine-et-Marne : +3,92 %, France hors Mayotte : +2,11 %).
| 1793 | 1800 | 1806 | 1821 | 1831 | 1836 | 1841 | 1846 | 1851 |
| ---- | ---- | ---- | ---- | ---- | ---- | ---- | ---- | ---- |
| 838  | 828  | 978  | 925  | 937  | 875  | 872  | 911  | 916  |

| 1856 | 1861 | 1866 | 1872 | 1876 | 1881 | 1886 | 1891 | 1896 |
| ---- | ---- | ---- | ---- | ---- | ---- | ---- | ---- | ---- |
| 926  | 900  | 880  | 847  | 844  | 774  | 779  | 711  | 683  |

| 1901 | 1906 | 1911 | 1921 | 1926 | 1931 | 1936 | 1946 | 1954 |
| ---- | ---- | ---- | ---- | ---- | ---- | ---- | ---- | ---- |
| 667  | 671  | 693  | 587  | 604  | 605  | 601  | 609  | 610  |

| 1962 | 1968 | 1975 | 1982 | 1990 | 1999 | 2006 | 2008 | 2013 |
| ---- | ---- | ---- | ---- | ---- | ---- | ---- | ---- | ---- |
| 552  | 531  | 487  | 534  | 672  | 706  | 780  | 804  | 781  |

| 2018 | 2022 | - | - | - | - | - | - | - |
| ---- | ---- | - | - | - | - | - | - | - |
| 769  | 776  | - | - | - | - | - | - | - |

### Sports et loisirs
- Piscine intercommunale découverte Ariel Mignard, construite en 1942 et qui accueille près de 30.000 visiteurs par an de juin à septembre[37],[59]

## Économie

### Revenus de la population et fiscalité
En 2018, le nombre de ménages fiscaux de la commune était de 305, représentant 829 personnes et la  médiane du revenu disponible par unité de consommation  de 22 090 euros.

### Emploi
En 2018 , le nombre total d’emplois dans la zone était de 115, occupant 349 actifs  résidants.
Le taux d'activité de la population (actifs ayant un emploi) âgée de 15 à 64 ans s'élevait à 71 % contre un taux de chômage de 7,4 %.
Les 21,7 % d’inactifs se répartissent de la façon suivante : 8,2 % d’étudiants et stagiaires non rémunérés, 7,2 % de retraités ou préretraités et 6,3 % pour les autres inactifs.

### Secteurs d'activité

#### Entreprises et commerces
En 2019, le nombre d’unités légales et d’établissements (activités marchandes hors agriculture) par secteur d'activité était de 39 dont 2 dans l’industrie manufacturière, industries extractives et autres, 5 dans la construction, 16 dans le commerce de gros et de détail, transports, hébergement et restauration, 1 dans l’Information et communication, 1 dans les activités financières et d'assurance, 5 dans les activités spécialisées, scientifiques et techniques et activités de services administratifs et de soutien, 5 dans l’administration publique, enseignement, santé humaine et action sociale et 4  étaient relatifs aux autres activités de services.
En 2020, 7 entreprises ont été créées sur le territoire de la commune, dont 3 individuelles.
Au 1er janvier 2021, la commune ne disposait pas d’hôtel et de terrain de camping.

#### Agriculture
Bellot est dans la petite région agricole dénommée la « Brie laitière » (anciennement Brie des étangs), une partie de la Brie à l'est de Coulommiers. En 2010, l'orientation technico-économique de l'agriculture sur la commune est la polyculture et le polyélevage.
Si la productivité agricole de la Seine-et-Marne se situe dans le peloton de tête des départements français, le département enregistre un double phénomène de disparition des terres cultivables (près de 2 000 ha par an dans les années 1980, moins dans les années 2000) et de réduction d'environ 30 % du nombre d'agriculteurs dans les années 2010. Cette tendance se retrouve au niveau de la commune où le nombre d’exploitations est passé de 20 en 1988 à 7 en 2010. Parallèlement, la taille de ces exploitations augmente, passant de 46 ha en 1988 à 79 ha en 2010.
Le tableau ci-dessous présente les principales caractéristiques des exploitations agricoles de Bellot, observées sur une période de 22 ans : 
|                                      | 1988 | 2000 | 2010 |
| ------------------------------------ | ---- | ---- | ---- |
| Dimension économique,                |      |      |      |
| Nombre d’exploitations (u)           | 20   | 8    | 7    |
| Travail (UTA)                        | 28   | 13   | 10   |
| Surface agricole utilisée (ha)       | 926  | 647  | 556  |
| Cultures                             |      |      |      |
| Terres labourables (ha)              | 800  | 546  | 429  |
| Céréales (ha)                        | 526  | 368  | s    |
| dont blé tendre (ha)                 | 318  | 227  | 163  |
| dont maïs-grain et maïs-semence (ha) | 67   | 45   | 40   |
| Tournesol (ha)                       | s    |      |      |
| Colza et navette (ha)                | 20   | s    | s    |
| Élevage                              |      |      |      |
| Cheptel (UGBTA)                      | 490  | 287  | 314  |

## Culture locale et patrimoine

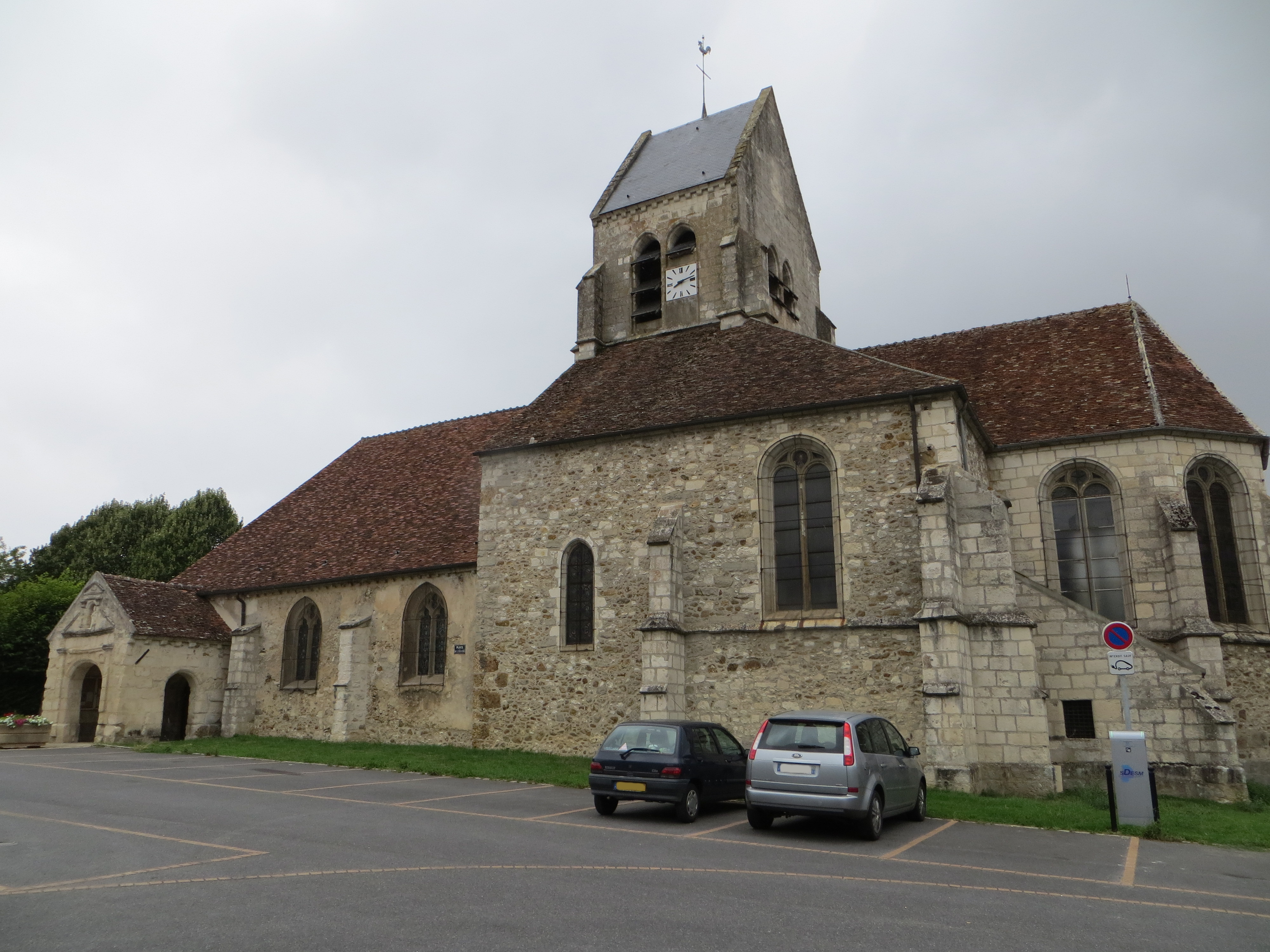
L'église Saint-Loup-de-Troyes.

### Lieux et monuments
Bellot compte un monument historique : 
- Église Saint-Loup-de-Troyes  Inscrite MH (1926)[68],[69].

On peut également signaler : 
- Manoir dit château de Bellot XVIe, XVIIe et XIXe. À noter que le château dit de Bellot se trouve au Fourcheret, donc sur le territoire de la commune de Villeneuve-sur-Bellot. Cette particularité vient du fait que ce château a été construit par le seigneur de Bellot sur le fief de Nacelles qui lui appartenait et qui se trouvait en totalité sur la rive droite du Petit Morin, comprenant la majeure partie du hameau du Fourcheret dépendant de la paroisse de Villeneuve-sur-Bellot. Comme il existait alors un château (aujourd’hui disparu) à Villeneuve-sur-Bellot et qu’il n’y en avait pas à Bellot, cette nouvelle construction a pris le nom de "Château de Bellot", qu’elle possède encore[70].
- Bâtiment abritant le pressoir situé 12 rue du Pressoir, construit avant 1830. Le pressoir a cessé d'être utilisé en 1919[71]

### Personnalités liées à la commune
- Robert Lapoujade (1921-1993), peintre, écrivain et réalisateur, a vécu à Saincy (hameau de Bellot) où il est mort[72].

### Héraldique
| Blason de Bellot | Blason  | De gueules à la fontaine d'argent jaillissant d'or, posée sur un rocher isolé d'argent, surmontée d'un loup passant du même accosté de deux taus d'or. |
| Blason de Bellot | Détails | Adopté en juin 2013. |

## Pour approfondir